# Xã Lexington, Quận Lafayette, Missouri
Xã Lexington (tiếng Anh: Lexington Township) là một xã thuộc quận Lafayette, tiểu bang Missouri, Hoa Kỳ. Năm 2010, dân số của xã này là 5.872 người.